# Badminton 2011
Höhepunkte des Badmintonjahres 2011 waren die Weltmeisterschaft und der Sudirman Cup.
== BWF Super Series ==
| Veranstaltung | Herreneinzel  | Dameneinzel              | Herrendoppel                        | Damendoppel                  | Mixed                                       |
| ------------- | ------------- | ------------------------ | ----------------------------------- | ---------------------------- | ------------------------------------------- |
| Malaysia      | Lee Chong Wei | Wang Shixian             | Chai Biao Guo Zhendong              | Tian Qing Zhao Yunlei        | He Hanbin Ma Jin                            |
| Korea         | Lin Dan       | Wang Yihan               | Jung Jae-sung Lee Yong-dae          | Wang Xiaoli Yu Yang          | Zhang Nan Zhao Yunlei                       |
| All England   | Lee Chong Wei | Wang Shixian             | Mathias Boe Carsten Mogensen        | Wang Xiaoli Yu Yang          | Xu Chen Ma Jin                              |
| Indien        | Lee Chong Wei | Porntip Buranaprasertsuk | Hirokatsu Hashimoto Noriyasu Hirata | Miyuki Maeda Satoko Suetsuna | Tontowi Ahmad Liliyana Natsir               |
| Singapur      | Chen Jin      | Wang Xin                 | Cai Yun Fu Haifeng                  | Tian Qing Zhao Yunlei        | Tontowi Ahmad Liliyana Natsir               |
| Indonesien    | Lee Chong Wei | Wang Yihan               | Cai Yun Fu Haifeng                  | Wang Xiaoli Yu Yang          | Zhang Nan Zhao Yunlei                       |
| China Masters | Chen Long     | Wang Shixian             | Jung Jae-sung Lee Yong-dae          | Xia Huan Tang Jinhua         | Xu Chen Ma Jin                              |
| Japan         | Chen Long     | Wang Yihan               | Cai Yun Fu Haifeng                  | Bao Yixin Zhong Qianxin      | Chen Hung-ling Cheng Wen-hsing              |
| Dänemark      | Chen Long     | Wang Xin                 | Jung Jae-sung Lee Yong-dae          | Wang Xiaoli Yu Yang          | Joachim Fischer Nielsen Christinna Pedersen |
| Frankreich    | Lee Chong Wei | Wang Xin                 | Jung Jae-sung Lee Yong-dae          | Wang Xiaoli Yu Yang          | Joachim Fischer Nielsen Christinna Pedersen |
| Hongkong      | Lin Dan       | Wang Xin                 | Fu Haifeng Cai Yun                  | Yu Yang Wang Xiaoli          | Zhang Nan Zhao Yunlei                       |
| China Open    | Lin Dan       | Wang Yihan               | Mathias Boe Carsten Mogensen        | Wang Xiaoli Yu Yang          | Zhang Nan Zhao Yunlei                       |
| Finale        | Lin Dan       | Wang Yihan               | Mathias Boe Carsten Mogensen        | Wang Xiaoli Yu Yang          | Zhang Nan Zhao Yunlei                       |

== BWF Grand Prix ==
| Veranstaltung       | Herreneinzel             | Dameneinzel       | Herrendoppel                     | Damendoppel                                       | Mixed                                             |
| ------------------- | ------------------------ | ----------------- | -------------------------------- | ------------------------------------------------- | ------------------------------------------------- |
| German Open         | Lin Dan                  | Liu Xin           | Lee Yong-dae Jung Jae-sung       | Mizuki Fujii Reika Kakiiwa                        | Robert Blair Gabrielle White                      |
| Swiss Open          | Park Sung-hwan           | Saina Nehwal      | Ko Sung-hyun Yoo Yeon-seong      | Ha Jung-eun Kim Min-jung                          | Joachim Fischer Nielsen Christinna Pedersen       |
| Australia Open      | Sho Sasaki               | Liu Xin           | Hiroyuki Endo Kenichi Hayakawa   | Shizuka Matsuo Mami Naito                         | Songphon Anugritayawon Kunchala Voravichitchaikul |
| Malaysia Open GPG   | Lee Chong Wei            | Saina Nehwal      | Koo Kien Keat Tan Boon Heong     | Miyuki Maeda Satoko Suetsuna                      | Tontowi Ahmad Liliyana Natsir                     |
| Thailand Open       | Chen Long                | Li Xuerui         | Jung Jae-sung Lee Yong-dae       | Tian Qing Zhao Yunlei                             | Lee Sheng-mu Chien Yu-chin                        |
| Russia Open         | Zhou Wenlong             | Lu Lan            | Naoki Kawamae Shoji Sato         | Valeria Sorokina Nina Vislova                     | Alexandr Nikolaenko Valeria Sorokina              |
| US Open             | Sho Sasaki               | Tai Tzu-ying      | Ko Sung-hyun Lee Yong-dae        | Ha Jung-eun Kim Min-jung                          | Lee Yong-dae Ha Jung-eun                          |
| Canada Open         | Marc Zwiebler            | Cheng Shao-chieh  | Ko Sung-hyun Lee Yong-dae        | Cheng Shu Bao Yixin                               | Michael Fuchs Birgit Michels                      |
| Vietnam Open        | Nguyễn Tiến Minh         | Fu Mingtian       | Angga Pratama Rian Agung Saputro | Anneke Feinya Agustin Nitya Krishinda Maheswari   | Vitaliy Durkin Nina Vislova                       |
| Chinese Taipei Open | Tommy Sugiarto           | Sung Ji-hyun      | Ko Sung-hyun Yoo Yeon-seong      | Ha Jung-eun Kim Min-jung                          | Ko Sung-hyun Eom Hye-won                          |
| Indonesia Open GPG  | Dionysius Hayom Rumbaka  | Chen Xiaojia      | Mohammad Ahsan Bona Septano      | Vivian Hoo Kah Mun Woon Khe Wei                   | He Hanbin Bao Yixin                               |
| Dutch Open          | Hsueh Hsuan-yi           | Yao Jie           | Adam Cwalina Michał Łogosz       | Duanganong Aroonkesorn Kunchala Voravichitchaikul | Songphon Anugritayawon Kunchala Voravichitchaikul |
| Bitburger Open      | Hans-Kristian Vittinghus | Li Xuerui         | Bodin Isara Maneepong Jongjit    | Mizuki Fujii Reika Kakiiwa                        | Chan Peng Soon Goh Liu Ying                       |
| Macau Open          | Lee Hyun-il              | Wang Shixian      | Chai Biao Guo Zhendong           | Jung Kyung-eun Kim Ha-na                          | Tontowi Ahmad Liliyana Natsir                     |
| Korea Open GP       | Lee Hyun-il              | Sung Ji-hyun      | Ko Sung-hyun Yoo Yeon-seong      | Eom Hye-won Chang Ye-na                           | Yoo Yeon-seong Chang Ye-na                        |
| India Open GPG      | Taufik Hidayat           | Ratchanok Intanon | Naoki Kawamae Shoji Sato         | Shinta Mulia Sari Yao Lei                         | Sudket Prapakamol Saralee Thungthongkam           |

==Weitere Veranstaltungen==
| - 13. Januar – 16. Januar Estonian International - 18. Januar – 23. Januar Malaysia Open - 20. Januar – 23. Januar Swedish International Stockholm - 25. Januar – 30. Januar Korea Open - 15. Februar – 20. Februar Mannschaftseuropameisterschaft - 16. Februar – 19. Februar Iran Fajr International - 23. Februar – 26. Februar Austrian International - 1. März – 6. März German Open - 8. März – 13. März All England - 15. März – 20. März Swiss Open - 17. März – 20. März Romanian International - 17. März – 20. März Uganda International - 24. März – 27. März Giraldilla International - 24. März – 27. März Polish Open - 30. März – 3. April New Zealand Open - 31. März – 3. April Croatian International - 5. April – 10. April Australian Open - 14. April – 17. April Peru International - 19. April – 24. April Badminton-Asienmeisterschaft - 21. April – 24. April Dutch International - 26. April – 1. Mai India Open - 26. April – 1. Mai Smiling Fish - 28. April – 1. Mai Portugal International - 3. Mai – 8. Mai Malaysia Open Grand Prix Gold - 6. Mai – 8. Mai Fiji International - 4. Mai – 12. Mai Afrikameisterschaft - 11. Mai – 15. Mai Pakistan International - 11. Mai – 15. Mai Slovenian International - 13. Mai – 15. Mai Morocco International - 19. Mai – 22. Mai Spanish International - 22. Mai – 29. Mai Sudirman Cup - 7. Juni – 11. Juni Maldives International - 7. Juni – 12. Juni Thailand Open - 9. Juni – 12. Juni Lithuanian International - 14. Juni – 19. Juni Singapur Open - 15. Juni – 19. Juni Europapokal - 16. Juni – 19. Juni Mauritius International - 21. Juni – 26. Juni Indonesia Open - 23. Juni – 26. Juni Kenya International - 28. Juni – 3. Juli Russia Open - 6. Juli – 10. Juli White Nights - 11. Juli – 16. Juli US Open - 19. Juli – 24. Juli Canada Open - 19. Juli – 24. Juli Surabaya International - 26. Juli – 30. Juli Singapur International - 8. August – 14. August Weltmeisterschaft - 8. August – 18. August Sommer-Universiade - 21. August – 27. August Seniorenweltmeisterschaft - 1. September – 3. September Zimbabwe International - 5. September – 11. September Afrikaspiele | - 6. September – 11. September Chinese Taipei Open - 8. September – 11. September Kharkiv International - 13. September – 18. September China Masters - 14. September – 18. September Guatemala International - 15. September – 18. September Belgian International - 20. September – 25. September Japan Open - 21. September – 25. September Brazil International - 27. September – 2. Oktober Indonesia Open Grand Prix Gold - 29. September – 2. Oktober Colombia International - 29. September – 2. Oktober Czech International - 6. Oktober – 9. Oktober Bulgarian International - 11. Oktober – 16. Oktober Dutch Open - 13. Oktober – 16. Oktober Türkiye Open Antalya - 15. Oktober – 20. Oktober Panamerikanische Spiele - 18. Oktober – 23. Oktober Denmark Open - 20. Oktober – 23. Oktober Swiss International - 20. Oktober – 23. Oktober Syria International - 20. Oktober – 23. Oktober Ethiopia International - 25. Oktober – 30. Oktober French Open - 27. Oktober – 30. Oktober Cyprus International - 27. Oktober – 30. Oktober Santo Domingo International - 27. Oktober – 6. November Juniorenweltmeisterschaft - 1. November – 6. November Bitburger Open - 2. November – 6. November Hungarian International - 2. November – 6. November Puerto Rico International - 8. November – 12. November Bahrain International - 9. November – 12. November Miami PanAm International - 10. November – 13. November Iceland International - 12. November – 19. November Südostasienspiele - 15. November – 20. November Hongkong Open - 17. November – 20. November Norwegian International - 22. November – 27. November China Open - 22. November – 27. November Malaysia International - 23. November – 27. November Scottish Open - 24. November – 27. November Suriname International - 25. November – 27. November Botswana International - 29. November – 4. Dezember Macau Open - 1. Dezember – 4. Dezember Welsh International - 1. Dezember – 4. Dezember South Africa International - 1. Dezember – 4. Dezember Mexico International - 6. Dezember – 11. Dezember Korea Open - 7. Dezember – 10. Dezember Bangladesh International - 8. Dezember – 11. Dezember Irish Open - 12. Dezember – 17. Dezember Canadian International - 13. Dezember – 16. Dezember Italian International - 13. Dezember – 18. Dezember India International - 14. Dezember – 18. Dezember BWF Super Series Finals - 19. Dezember – 22. Dezember Turkey International - 20. Dezember – 25. Dezember India Open Grand Prix - 27. Dezember – 29. Dezember Copenhagen Masters |